# Delta-Projekt

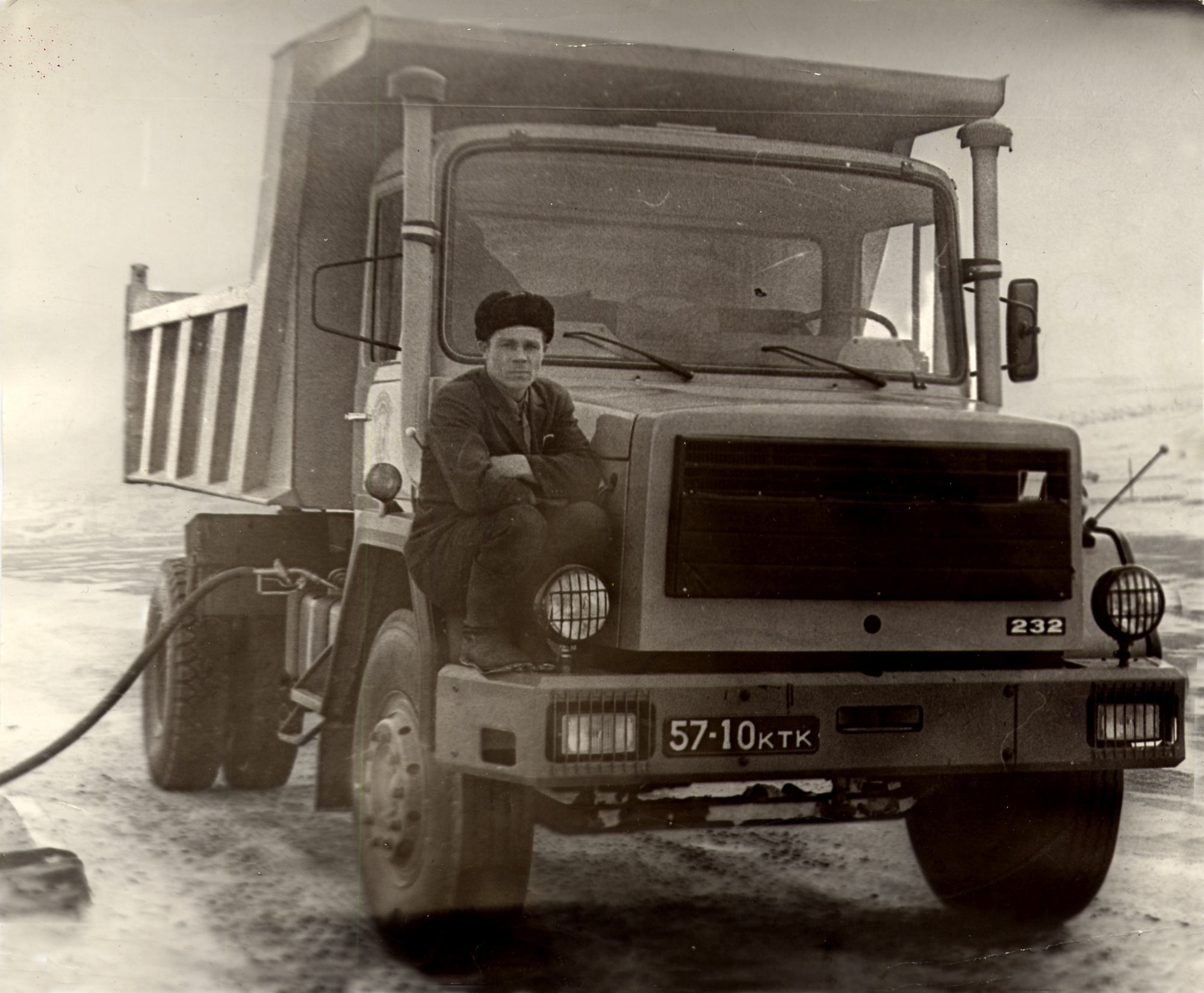
Magirus-Deutz 232 D 19 K — двухосный самосвал. Кокчетав, Казахская ССР, вторая половина 1970-х. На радиаторной решётке автомобиля ранняя эмблема концерна IVECO, в состав которого Magirus-Deutz вошёл в 1975 году

Delta-Projekt (проект «Дельта») — контракт на поставку в СССР более 10 000 тяжёлых строительных автомобилей на сумму около 1,1 млрд немецких марок, заключённый в 1974 году между западногерманской автомобилестроительной фирмой Magirus-Deutz и советской внешнеторговой организацией «Автоэкспорт».

## Предпосылки
К середине 1970-х годов Советскому Союзу, ведущему прокладку Байкало-Амурской железнодорожной магистрали, для успешного выполнения строительства требовалось значительное расширение грузового автомобильного парка. Для этих целей было решено закупить необходимое количество грузовиков за границей. Основное требование, предъявляемое к техническим характеристикам машин, — дизельный двигатель, способный выдерживать нагрузки при температуре окружающего воздуха от −45 °C до +30 °C.

## Magirus-Deutz

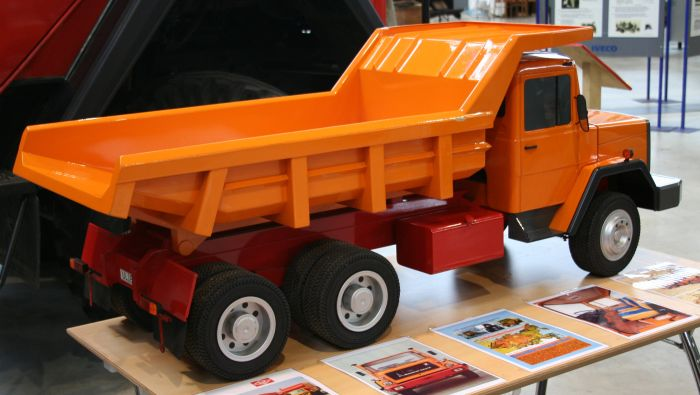
Модель самосвала Magirus-Deutz 290 D 26 K

Выбор пал на западногерманскую автомобилестроительную фирму Magirus-Deutz (являвшуюся в то время дочерней фирмой концерна Klöckner-Humboldt-Deutz AG (KHD)), имевшую свободные мощности, почти 60-летний успешный опыт производства грузовых транспортных средств и модели автомобилей, подходящих под условия контракта. Тяжёлые грузовики составляли 60 % от общего производства фирмы, дизельные двигатели воздушного охлаждения, разработанные конструкторами KHD, могли работать при температуре воздуха до −57 °C. Эти обстоятельства и явились решающим фактором, благодаря которому фирма из Ульма смогла выиграть у японских и других европейских конкурирующих фирм, также желавших получить заказ на поставку грузовиков в СССР, но производившие автомобили с моторами водяного охлаждения, которые были менее пригодны для работы в Сибири в суровых зимних условиях. Конкуренцию Магирусам могли составить грузовики чехословацкого завода Татра (производившего дизельные двигатели воздушного охлаждения собственной разработки) или югославского ТАМ (производившего двигатели по лицензии Deutz), но эти предприятия не обладали достаточными производственными мощностями, чтобы произвести требуемое по контракту количество автомобилей. Дизельные моторы KHD с воздушным охлаждением, разработанные ещё в 1936 году заводом Deutz (называвшимся тогда Humboldt-Deutzmotoren AG), были доработаны по специальному заказу вермахта так, чтобы они смогли работать при сильных морозах. Немцы планировали использовать их в тяжёлых климатических условиях в боевых действиях против Советского Союза во время Второй мировой войны. Такие моторы устанавливались на военные автомобили, в первую очередь на тягачи RSO.

## Контракт
Контракт на поставку автомобилей был подписан представителями Magirus-Deutz и «Автоэкспорт» в Москве 2 октября 1974 года. Западногерманская фирма была обязана в 1975—1976 годах поставить в СССР около 9 500 тяжёлых самосвалов и бортовых грузовиков, около 1000 тягачей, погрузчиков и другой строительной техники на шасси Магирусов. В этом же контракте предусматривалась поставка запасных частей и оборудования, необходимых для обслуживания и ремонта автомобилей. Сумма торговой сделки составила около 1,1 млрд немецких марок.
Основную часть заказа составили автомобили двух вариантов: 14-тонные Magirus 290 D 26 K/L (6х4, 290 л. с.) и 10-тонные Magirus 232 D 19 K/L (4х2, 232 л. с.). Для своевременного выполнения заказа на предприятия Magirus-Deutz дополнительно было принято до 800 работников. Оборудование на шасси Magirus (самосвальные кузова, транспортировщики бетона, ёмкости для жидкостей, лесовозные прицепы, автомастерские) производили также германские фирмы: Kässbohrer, Klas, Kögel, Meiller-Kipper и другие. 19 ноября 1976 года в СССР был отправлен последний грузовик проекта «Дельта».
Позднее в 1981—1982 годах в дополнение к контракту были заказаны запчасти на сумму ещё около 200 млн марок.

## Эксплуатация
Часть автомобилей, предназначенных для строительства БАМа (примерно третья часть заказа), была перераспределена в другие северные районы СССР, в основном в места разработки нефтяных и газовых месторождений Сибири, какая-то часть Магирусов эксплуатировалась также в северных районах Казахской ССР. Магирусы использовались также за Полярным кругом — на рудниках Хибин (Кольский полуостров).